# Meliboeus cylindricollis
Meliboeus cylindricollis es una especie de escarabajo del género Meliboeus, familia Buprestidae. Fue descrita científicamente por Fåhraeus in Boheman en 1851.